# Mustafa Alibegu
Mustafa Osman Alibegu mer känd som Cafo Bej Ulqini född 1893 i Furstendömet Montenegro, död 25 december 1977 i Shkodra i SF Albanien var en albansk politiker. Den 16 april 2016 tilldelades han av den dåvarande presidenten Bujar Nishani, Orden av Skanderbeg.